# Cruz Vermelha Libanesa
A Cruz Vermelha Libanesa (CVL) (em árabe: الصليب الأحمر اللبناني al-Ṣalīb al-aḥmar al-lubnānī) é uma organização humanitária e uma equipe auxiliar do serviço médico do Exército Libanês. Sua sede fica na capital libanesa de Beirute. Fundada em 1945, a organização compreende um número de aproximadamente 12.000 membros/voluntários. A sociedade trabalha com a Federação Internacional e o CICV e, bilateralmente, com a Cruz Vermelha Norueguesa e Francesa. A CVL também trabalha com os componentes relevantes das autoridades libanesas, com agências da ONU e ONGs.
Por conta de sua maioria cristã até um ponto indeterminado do século XX, Líbano é o único Estado árabe a usar a Cruz Vermelha como seu símbolo; o restante usa o Crescente Vermelho.